# Сентани (аэропорт)

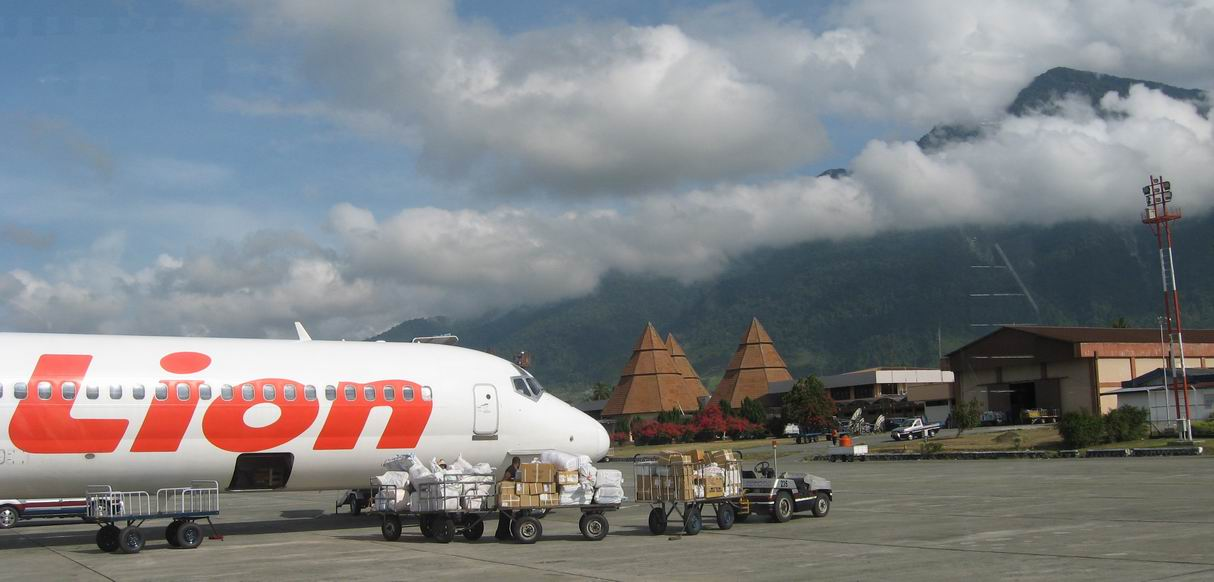
Самолёт Lion Air в Сентани

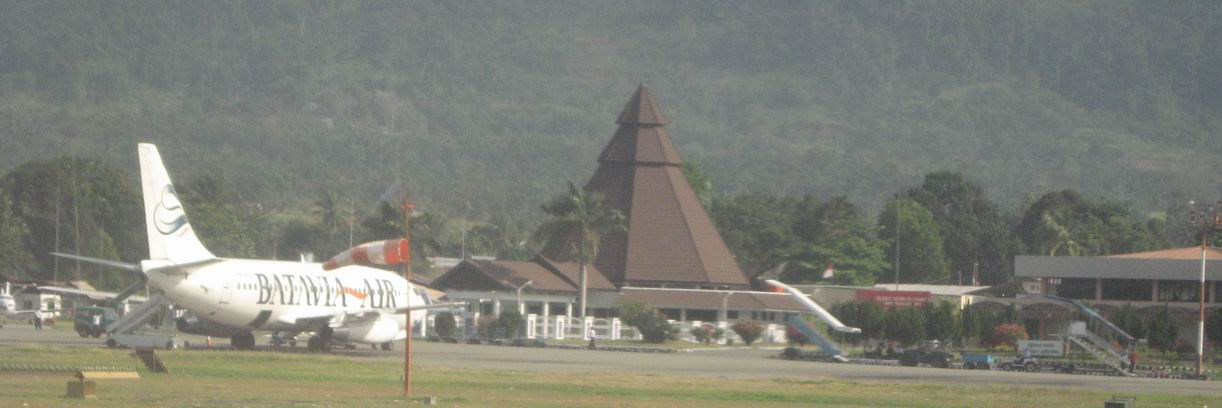
Самолёт Batavia Air в Сентани

Аэропорт Сентани (индон. Bandar Udara Sentani) (ИАТА: DJJ, ИКАО: WAJJ) — аэропорт города Джаяпура, столицы индонезийской провинции Папуа на острове Новая Гвинея. Назван по близлежащему озеру Сентани.

## История
Аэродром Сентани был создан в 1944 году около города Голландия (в то время так называлась Джаяпура) американцами как военный. Незадолго до этого американское амфибийное подразделение выбило из окрестностей города японцев. Ранее (апрель 1942 — октябрь 1943 года) на его территории находился крупный японский аэродром, сильно разрушенный бомбардировками авиации США. Американские истребители и тяжёлые бомбардировщики вылетали с трёх аэродромов в окрестностях Джаяпуры на боевые миссии в конце войны. Затем два аэродрома из трёх были заброшены, а Сентани постепенно стал основным индонезийским аэропортом на Новой Гвинее, через который в подконтрольную Джакарте часть острова по воздуху попадают люди и грузы.
Аэропорт и его окрестности несколько раз становился ареной перестрелок с папуасскими повстанцами.

### Соединения ВВС США, базировавшиеся в Сентани в 1944 году
- 308-е крыло бомбардировщиков (10 августа — 22 октября)
- 310-е крыло бомбардировщиков[англ.] (6 мая — 18 сентября)
- 85-е крыло истребителей[англ.] (24 июля — 24 октября)
- 3-я бомбардировочная группа[англ.] (12 мая — 16 ноября)
- 312-я бомбардировочная группа[англ.] (июнь — 19 ноября)
- 49-я истребительная группа[англ.] (17 мая — 5 июня)[1]
- 475-я истребительная группа[англ.] (15 мая — 5 июня)
- 317-я транспортная эскадрилья[англ.] (июнь — 17 ноября)
- 418-я ночная истребительная эскадрилья[англ.] (12 мая — 28 сентября)

## Местоположение
Аэропорт расположен на высоте 88 м над уровнем моря. Он имеет одну взлётно-посадочную полосу с асфальтовым покрытием длиной 2183 и шириной 45 м.

## Направления полётов
Большинство рейсов осуществляется в пределах Индонезии, в том числе в Джакарту, но осуществляются и рейсы в Порт-Морсби и другие аэропорты Папуа-Новой Гвинеи.
Также Сентани является базой для, как минимум, четырёх миссионерских организаций, использующих в своей работе авиацию.

## ВПП
В октябре 2012 года министерство транспорта Индонезии объявило о планах расширения взлётно-посадочной полосы до 3000 метров, развития сети рулёжных дорожек и укомплектования аэропорта телескопическими трапами.

## Запреты, связанные с гигиеной
В аэропорту Сентани, как и почти во всех аэропортах мира, запрещено курение. Что необычно, также присутствуют знаки «Не ешьте орехи ареки катеху». Этот запрет связан с привычкой многих местных жителей жевать упомянутые орехи и плевать слюной, окрашенной в красный цвет их соком.